# شترمرغ
شترمرغ (نام علمی: Struthio) یک سرده از پرندگان از راسته شترمرغان است که اعضای آن شترمرغ هستند. این بخشی از فروردهٔ دیرین‌آروارگان، گروه متنوعی از پرندگان بی‌پرواز، همچنین به عنوان شناخته بی‌تیغه‌ها که شامل شترمرغ‌های استرالیی، شترمرغ‌های آمریکایی، و کیوی‌ها است. دو گونه زنده شترمرغ وجود دارد: شترمرغ معمولی و شترمرغ سومالی. آن‌ها پرندگان بزرگ و بدون پرواز آفریقا هستند که بزرگ‌ترین تخم‌ها را در میان همهٔ جانوران زنده خشکی می‌گذارند. با قابلیت دویدن ۷۰ کیلومتر در ساعت (۴۳٫۵ مایل در ساعت)، آن‌ها سریع‌ترین پرندگان روی زمین هستند. آن‌ها در سراسر جهان پرورش داده می‌شوند، به خصوص برای پرهایشان، زیرا به عنوان تزیین و گردگیر پر استفاده می‌شوند. از پوست آن‌ها برای محصولات چرمی نیز استفاده می‌شود. شترمرغ‌ها به دلیل سنگین‌وزن‌ترین پرندگان زنده قابل توجه هستند.
شترمرغ‌ها دندان ندارند و برای کمک به هضم غذاهای سخت، مانند گیاهان، سنگ ریزه می‌خورند. این سنگریزه‌ها در سنگدان آن‌ها جمع شده و با حرکات عضلانی این بخش از دستگاه گوارش، غذا را آسیاب می‌کنند. این عمل به تجزیه مکانیکی غذا کمک کرده و فرآیند هضم را تسهیل می‌کند.
به مرور زمان، سنگریزه‌های موجود در سنگدان شترمرغ ساییده و کوچک می‌شوند. به همین دلیل، شترمرغ‌ها به طور مداوم به خوردن سنگریزه‌های جدید نیاز دارند تا کارایی سیستم گوارشی خود را حفظ کنند. این رفتار یک سازگاری مهم در این پرندگان بزرگ بی‌پرواز است که رژیم غذایی آن‌ها عمدتاً شامل مواد گیاهی است.

## تاریخ آرایه‌شناختی

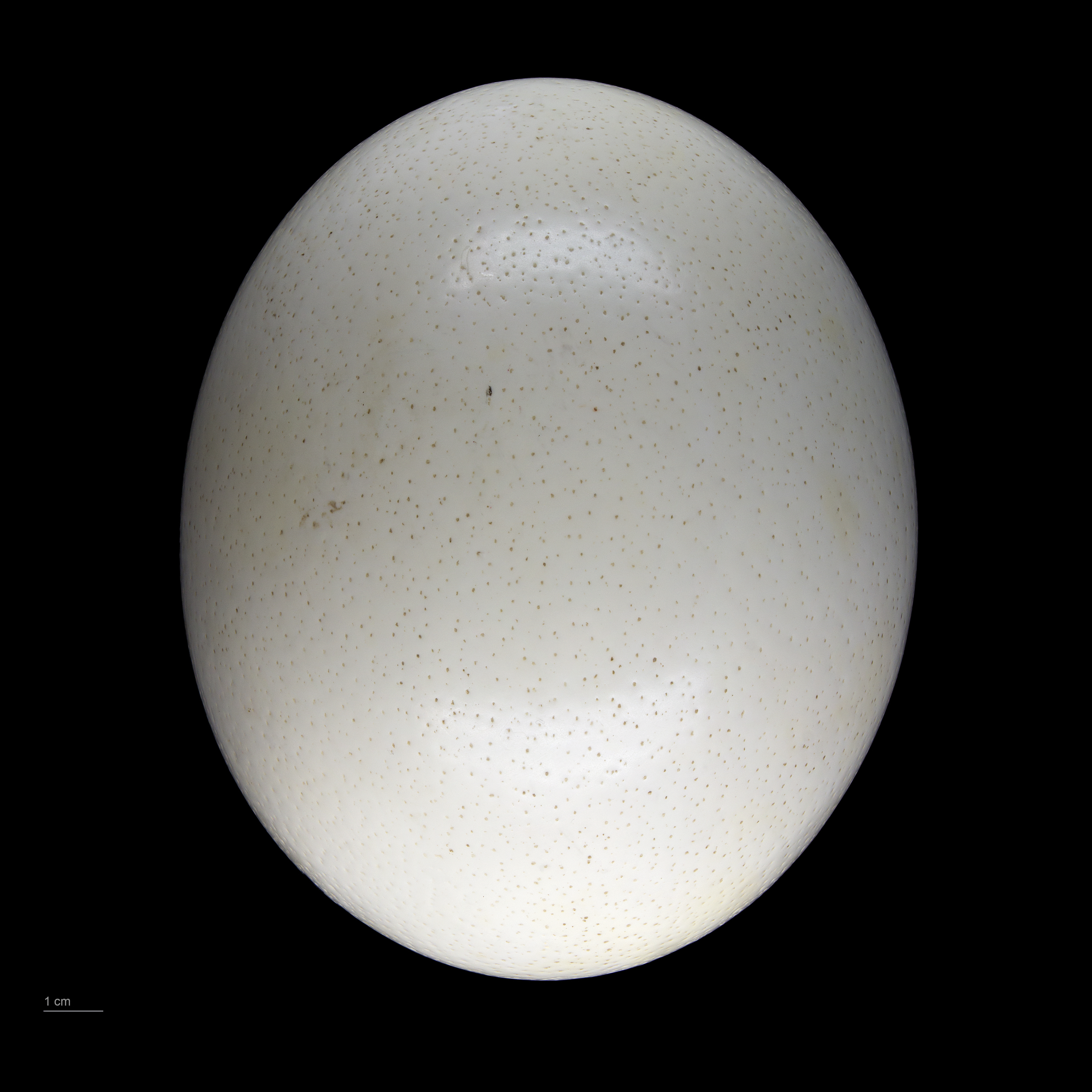
Struthio camelus تخم شترمرغ - موزه تولوز

سردهٔ Struthio اولین بار توسط کارل لینه در سال ۱۷۵۸ توصیف شد. این جنس توسط لینه و سایر آرایه‌شناسان اولیه برای شامل شترمرغ استرالیایی، شترمرغ آمریکایی و شترمرغ شاخدار (کاسوآری) استفاده می‌شد تا اینکه هر کدام در جنس خود قرار گرفتند. شترمرغ سومالی (Struthio molybdophanes) اخیراً توسط اکثر مقامات به عنوان گونه‌ای جداگانه شناخته شده است، در حالی که دیگران هنوز در حال بررسی شواهد هستند.

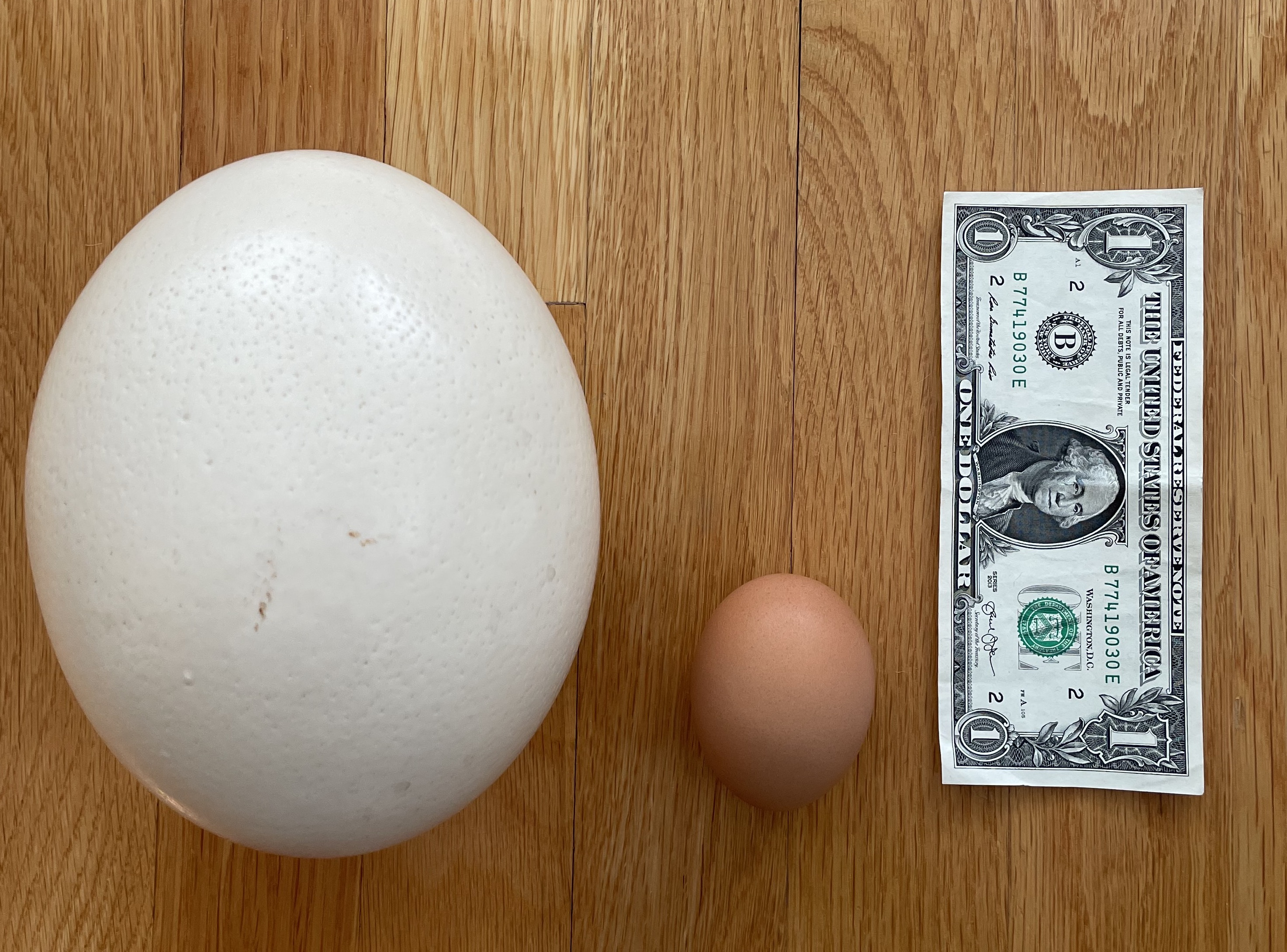
مقایسه اندازه (تخم شترمرغ با اسکناس دلار آمریکا)

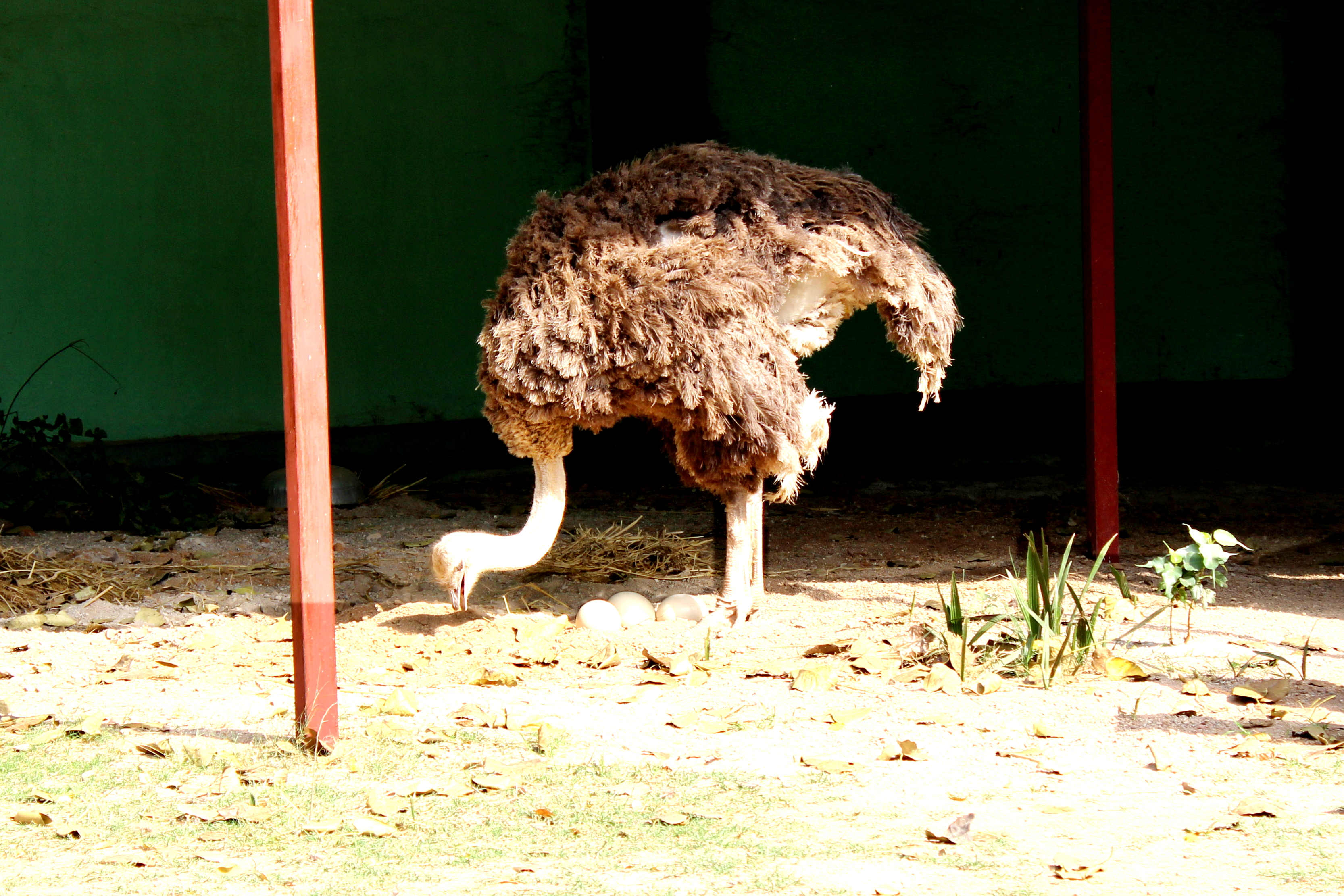
شترمرغ با تخم شترمرغ

## پراکندگی و زیستگاه

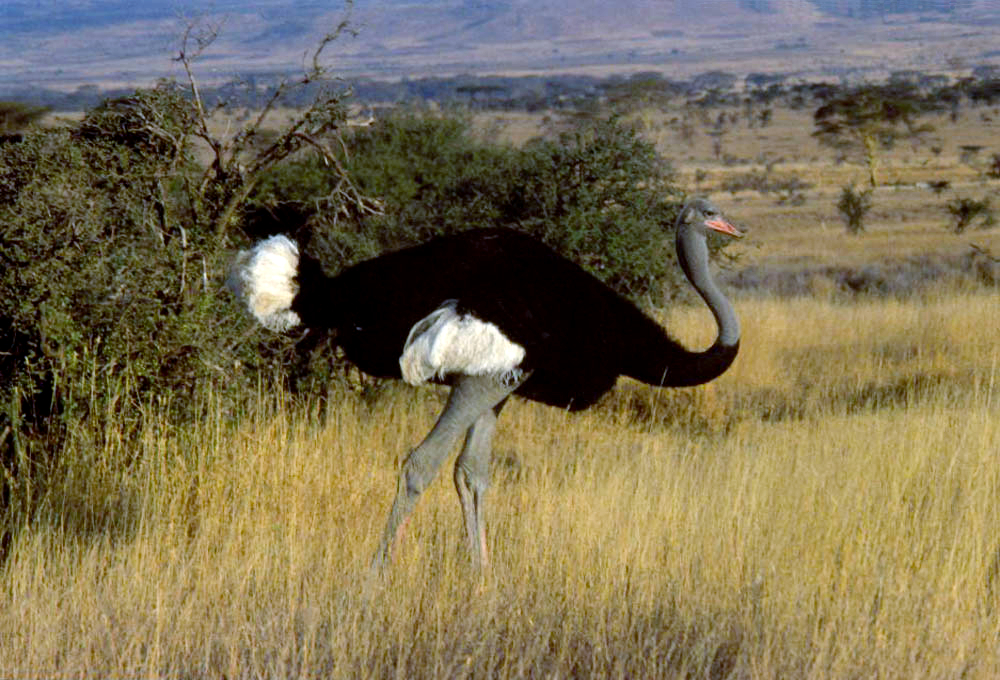
یک شترمرغ سومالی نر در ساوانای کنیا که گردن آبی خود را نشان می‌دهد

امروزه، شترمرغ‌ها فقط به صورت بومی در آفریقا یافت می‌شوند، جایی که در محدوده‌ای از زیستگاه‌های خشک و نیمه‌خشک بازمانند ساوانا و ساحل، هم در شمال و هم در جنوب منطقه جنگلی استوایی وجود دارند. شترمرغ سومالی در شاخ آفریقا یافت می‌شود که جدا از شترمرغ معمولی توسط مانع جغرافیایی کافت شرق آفریقا تکامل یافته است. در برخی مناطق، زیرگونه ماسایی شترمرغ معمولی در کنار شترمرغ سومالیایی وجود دارد، اما به دلیل تفاوت‌های رفتاری و زیست‌محیطی، از آمیختگی آنها جلوگیری می‌شود. شترمرغ‌های عربی در آناتولی و عربستان تا اواسط قرن بیستم تا حد انقراض شکار شدند و در اسرائیل تلاش‌ها برای معرفی شترمرغ‌های شمال آفریقا برای ایفای نقش اکولوژیکی خود با شکست مواجه شد. شترمرغ‌های معمولی رمیده در استرالیا جمعیت‌های رمیده ایجاد کرده‌اند.

## گونه‌ها
۹ گونه شناخته‌شده در این سرده وجود دارد که هفت گونه منقرض شده‌اند. در سال ۲۰۰۸، S. linxiaensis به جنس Orientornis منتقل شد . سه گونه دیگر، S. pannonicus , S. dmanisensis و S. transcaucasicus، در سال ۲۰۱۹ به سردهٔ Pachystruthio منتقل شدند. چندین شکل فسیلی اضافی، ichnotaxa هستند (یعنی بر اساس فسیل‌های شاخص موجودات مانند ردپاها و نه بدن آن طبقه‌بندی می‌شوند) و ارتباط آن‌ها با آن‌هایی که از استخوان‌های متمایز توصیف شده‌اند بحث برانگیز است و نیاز به تجدیدنظر در انتظار نمونه‌های خوب بیشتری دارد.
گونه‌ها عبارتند از:

### پیشاتاریخ
- † Struthio barbarus  Arambourg 1979
- † Struthio brachydactylus Burchak-Abramovich 1939 (پلیوسن در اوکراین)
- † Struthio chersonensis (Brandt 1873) Lambrecht 1921 (پلیوسن از جنوب شرق اروپا تا مرکز غرب آسیا) - oospecies
- † Struthio coppensi Mourer-Chauviré و همکاران. 1996 (میوسن اولیه در الیزابتفلد، نامیبیا)
- † Struthio daberasensis Pickford, Senut & Dauphin 1995 (اوایل - پلیوسن میانی نامیبیا) - گونه
- † Struthio epoasticus Bonaparte 1856
- † Struthio kakesiensis Harrison & Msuya 2005 (پلیوسن اولیه در لائتلی، تانزانیا) – گونه
- † Struthio karingarabensis Senut, Dauphin & Pickford 1998 (میوسن پسین - پلیوسن اولیه در جنوب غرب آفریقا و شرق مرکزی آفریقا) - oospecies (?)
- † Struthio oldawayi Lowe 1933 (پلیستوسن پسین در تانزانیا) - احتمالاً زیرگونه S. camelus[۱۵]
- † Struthio orlovi Kuročkin & Lungo 1970 (میوسن پسین در مولداوی)
- † Struthio wimani Lowe 1931 (پلیوسن اولیه در چین و مغولستان)
- پلیستوسن پسین – هولوسن
- † Struthio anderssoni Lowe 1931، شترمرغ شرق آسیا (پلیستوسن پسین در چین تا مغولستان)[۱۶][۱۷] – oospecies(?)
- † Struthio asiaticus Brodkorb 1863، شترمرغ آسیایی (پلیوسن اولیه- هولوسن اولیه در آسیای مرکزی تا چین؟ و مراکش)
- شترمرغ معمولی (Struthio camelus)
- شترمرغ سومالی (Struthio molybdophanes)